# 90-та легка африканська дивізія (Третій Рейх)
90-та легка африканська дивізія (Третій Рейх) (нім. 90. leichte Afrika-Division) — легка дивізія Вермахту за часів Другої світової війни.

## Історія
90-та легка африканська дивізія Вермахту була сформована 26 червня 1941, в III-му військовому окрузі (нім. Wehrkreis III), як дивізія особливого призначення «Африка». 26 листопада 1941 перейменована на 90-ту легку африканську дивізію. З 1 квітня 1942 — 90-та легка піхота дивізія та з 26 липня 1942 — 90-та африканська дивізія.

## Райони бойових дій
- Німеччина (червень — серпень 1941);
- Північна Африка (серпень 1941 — травень 1943).

## Командування

### Командири
- генерал-майор Макс Зюммерманн (нім. Max Sümmermann) (17 липня — 10 грудня 1941), загинув у бою;
- оберст Йоганн Мікль (нім. Johann Mickl) (11 — 27 грудня 1941);
- генерал-майор Ріхард Файт (нім. Richard Veith) (28 грудня 1941 — 28 квітня 1942);
- генерал-майор Ульріх Клеманн (нім. Ulrich Kleemann) (29 квітня — 14 червня 1942);
- оберст Вернер Маркс (нім. Werner Marcks) (14 — 18 червня 1942);
- оберст Ервін Менні (нім. Erwin Menny) (18 — 19 червня 1942);
- оберст Вернер Маркс (19 — 21 червня 1942);
- генерал-майор Ульріх Клеманн (21 червня — 8 вересня 1942);
- генерал-майор Герман-Бернхард Рамке (нім. Hermann-Bernhard Ramcke) (8 — 17 вересня 1942);
- оберст Герман Шульте-Гойтгаус (нім. Hermann Schulte-Heuthaus) (17 — 22 вересня 1942);
- генерал-лейтенант граф Теодор фон Шпонек (нім. Theodor Graf von Sponeck) (22 вересня 1942 — 12 травня 1943).

## Нагороджені дивізії
Нагороджені дивізії
|  | Кавалери Золотого Німецького Хреста                   | 20 |
|  | Кавалери Лицарського хреста Залізного хреста          | 8  |
|  | Кавалери ордену Михая Хороброго ІІІ ступеня (Румунія) | 1  |

- Нагороджені Сертифікатом Пошани Головнокомандувача Сухопутних військ (9)